# Marko Tuulola
Marko Tuulola (né le 7 février 1971 à Hämeenlinna en Finlande) est un joueur professionnel finlandais de hockey sur glace. Il évolue au poste de défenseur. Il a été capitaine de son équipe, le Hämeenlinnan Pallokerho (HPK). Deux de ses fils, Joni et Eetu, ont également été membre du HPK.

## Biographie

### Carrière en club
En 1989, Marko rejoint l'équipe U20 du HPK et rejoint même l'équipe professionnel l'année suivante. Il continua d'alterné entre les équipes jeunes et séniors jusqu'en 1992, mais dès l'année suivante, il rejoint une autre équipe de la SM-liiga, le Lukko Rauma. Cependant, il n'y resta que deux ans avant de rejoindre la capitale du pays avec le Jokerit Helsinki, où il participera à deux édition de la Ligue européenne de hockey et une édition de la Coupe continentale de hockey sur glace en plus des saisons de la SM-liiga. À la suite de son passage à Helsinki, il se dirigea vers le pays voisin, la Suède, où il jouera pour le Brynäs IF, avec qui il participera à la dernière édition de la Ligue européenne de hockey. En 2001, Marko retourna jouer où il a commencé sa carrière en 1989, soit avec le HPK dans sa ville natale de Hämeenlinna. Dès sa deuxième année, il devint capitaine de l'équipe. Il y resta pendant trois ans avant de quitter pour la Suisse, où il joua contre les Rapperswil-Jona Lakers pendant deux ans, mais durant sa première année, il joua également une partie des séries éliminatoires avec le EHC Basel Sharks. À la suite de ses deux années passées en dehors des Pays nordiques, il retourna jouer pour le Jokerit à Helsinki pendant deux ans puis retourna encore jouer pour le HPK et, encore une fois, il devint capitaine en 2010,.

### Carrière internationale
Lors de son deuxième passage avec le Hämeenlinnan Pallokerho, Marko représente la Finlande en sélections internationales à trois reprises, la première fut en 2002 au championnat du monde, puis, lors des deux saisons qui suivirent, il participa pour la Finlande au Euro Hockey Tour.

## Statistiques

### En club
| Saison    | Équipe                      | Ligue             |    | Saison régulière | Saison régulière | Saison régulière | Saison régulière | Saison régulière |   | Séries éliminatoires | Séries éliminatoires | Séries éliminatoires | Séries éliminatoires | Séries éliminatoires |
| Saison    | Équipe                      | Ligue             | PJ | B                | A                | Pts              | Pun              | PJ               | B | A                    | Pts                  | Pun                  |                      |                      |
| 1988-1989 | Hämeenlinnan Pallokerho U20 | Jr A I-divisioona | 22 | 3                | 5                | 8                | 12               | -                | - | -                    | -                    | -                    |                      |                      |
| 1989-1990 | Hämeenlinnan Pallokerho     | SM-liiga          | 15 | 0                | 1                | 1                | 0                | -                | - | -                    | -                    | -                    |                      |                      |
| 1989-1990 | Hämeenlinnan Pallokerho U20 | Jr A I-divisioona | 21 | 11               | 12               | 23               | 26               | -                | - | -                    | -                    | -                    |                      |                      |
| 1990-1991 | Hämeenlinnan Pallokerho     | SM-liiga          | 14 | 0                | 0                | 0                | 0                | 6                | 0 | 0                    | 0                    | 0                    |                      |                      |
| 1990-1991 | Hämeenlinnan Pallokerho U20 | Jr A I-divisioona | 14 | 4                | 13               | 17               | 4                | 12               | 2 | 14                   | 16                   | 33                   |                      |                      |
| 1991-1992 | Hämeenlinnan Pallokerho     | SM-liiga          | 44 | 1                | 10               | 11               | 10               | -                | - | -                    | -                    | -                    |                      |                      |
| 1991-1992 | Hämeenlinnan Pallokerho U20 | Jr A SM-sarja     | 4  | 1                | 3                | 4                | 4                | -                | - | -                    | -                    | -                    |                      |                      |
| 1992-1993 | Hämeenlinnan Pallokerho     | SM-liiga          | 48 | 3                | 9                | 12               | 18               | 12               | 2 | 2                    | 4                    | 4                    |                      |                      |
| 1993-1994 | Lukko Rauma                 | SM-liiga          | 46 | 4                | 14               | 18               | 47               | 9                | 0 | 2                    | 2                    | 0                    |                      |                      |
| 1994-1995 | Lukko Rauma                 | SM-liiga          | 46 | 7                | 14               | 21               | 34               | 9                | 1 | 3                    | 4                    | 6                    |                      |                      |
| 1995-1996 | Jokerit Helsinki            | SM-liiga          | 50 | 2                | 18               | 20               | 16               | 11               | 2 | 5                    | 7                    | 12                   |                      |                      |
| 1995-1996 | Jokerit Helsinki            | Coupe d'Europe    | 3  | 1                | 0                | 1                | 2                | -                | - | -                    | -                    | -                    |                      |                      |
| 1996-1997 | Jokerit Helsinki            | SM-liiga          | 47 | 2                | 12               | 14               | 43               | 9                | 0 | 5                    | 5                    | 2                    |                      |                      |
| 1996-1997 | Jokerit Helsinki            | EHL               | 6  | 1                | 1                | 2                | 10               | 2                | 0 | 0                    | 0                    | 0                    |                      |                      |
| 1997-1998 | Jokerit Helsinki            | SM-liiga          | 47 | 3                | 20               | 23               | 47               | 8                | 0 | 4                    | 4                    | 10                   |                      |                      |
| 1997-1998 | Jokerit Helsinki            | EHL               | 6  | 0                | 0                | 0                | 4                | -                | - | -                    | -                    | -                    |                      |                      |
| 1998-1999 | Brynäs IF                   | Elitserien        | 49 | 4                | 16               | 20               | 57               | 13               | 1 | 6                    | 7                    | 33                   |                      |                      |
| 1999-2000 | Brynäs IF                   | Elitserien        | 49 | 10               | 17               | 27               | 51               | 11               | 1 | 1                    | 2                    | 12                   |                      |                      |
| 1999-2000 | Brynäs IF                   | EHL               | 6  | 0                | 2                | 2                | 2                | -                | - | -                    | -                    | -                    |                      |                      |
| 2000-2001 | Brynäs IF                   | Elitserien        | 44 | 8                | 14               | 22               | 95               | 4                | 1 | 0                    | 1                    | 8                    |                      |                      |
| 2001-2002 | Hämeenlinnan Pallokerho     | SM-liiga          | 55 | 6                | 34               | 40               | 40               | 8                | 0 | 2                    | 2                    | 4                    |                      |                      |
| 2002-2003 | Hämeenlinnan Pallokerho     | SM-liiga          | 55 | 9                | 33               | 42               | 58               | 13               | 3 | 3                    | 6                    | 4                    |                      |                      |
| 2003-2004 | Hämeenlinnan Pallokerho     | SM-liiga          | 54 | 7                | 23               | 30               | 49               | 8                | 0 | 3                    | 3                    | 4                    |                      |                      |
| 2004-2005 | Rapperswil-Jona Lakers      | LNA               | 35 | 7                | 16               | 23               | 28               | 4                | 1 | 2                    | 3                    | 0                    |                      |                      |
| 2004-2005 | EHC Basel Sharks            | LNB               | -  | -                | -                | -                | -                | 10               | 0 | 4                    | 4                    | 8                    |                      |                      |
| 2005-2006 | Rapperswil-Jona Lakers      | LNA               | 42 | 4                | 23               | 27               | 46               | 12               | 0 | 8                    | 8                    | 28                   |                      |                      |
| 2006-2007 | Jokerit Helsinki            | SM-liiga          | 54 | 7                | 29               | 36               | 106              | 10               | 0 | 5                    | 5                    | 2                    |                      |                      |
| 2007-2008 | Jokerit Helsinki            | SM-liiga          | 35 | 2                | 6                | 8                | 12               | 14               | 1 | 5                    | 6                    | 0                    |                      |                      |
| 2008-2009 | Hämeenlinnan Pallokerho     | SM-liiga          | 58 | 1                | 19               | 20               | 32               | 6                | 0 | 1                    | 1                    | 6                    |                      |                      |
| 2010-2011 | Hämeenlinnan Pallokerho     | SM-liiga          | 59 | 2                | 26               | 28               | 24               | 2                | 0 | 2                    | 2                    | 0                    |                      |                      |
| 2011-2012 | Hämeenlinnan Pallokerho     | SM-liiga          | 60 | 6                | 14               | 20               | 60               | -                | - | -                    | -                    | -                    |                      |                      |
| 2012-2013 | Hämeenlinnan Pallokerho     | SM-liiga          | 59 | 4                | 11               | 15               | 59               | 5                | 0 | 2                    | 2                    | 2                    |                      |                      |
| 2013-2014 | Hämeenlinnan Pallokerho     | Liiga             | 39 | 2                | 8                | 10               | 26               | 6                | 0 | 1                    | 1                    | 2                    |                      |                      |

### En équipe nationale
| Année | Sélection | Compétition          | PJ | B | A | Pts | Pun |
| ----- | --------- | -------------------- | -- | - | - | --- | --- |
| 2002  | Finlande  | Championnat du monde | 9  | 1 | 1 | 2   | 0   |
| 2003  | Finlande  | Euro Hockey Tour     | 6  | 0 | 2 | 2   | 4   |
| 2004  | Finlande  | Euro Hockey Tour     | 9  | 0 | 2 | 2   | 2   |

## Parenté dans le sport
- Joni Tuulola, son fils, a participé aux Jeux olympiques de la jeunesse de 2012[3].
- Eetu Tuulola, son autre fils, joue aussi au hockey sur glace[4].